# Halocarpus
Halocarpus ist eine Pflanzengattung in der Familie der Steineibengewächse (Podocarpaceae). Alle drei Halocarpus-Arten kommen nur in Neuseeland vor.

## Beschreibung

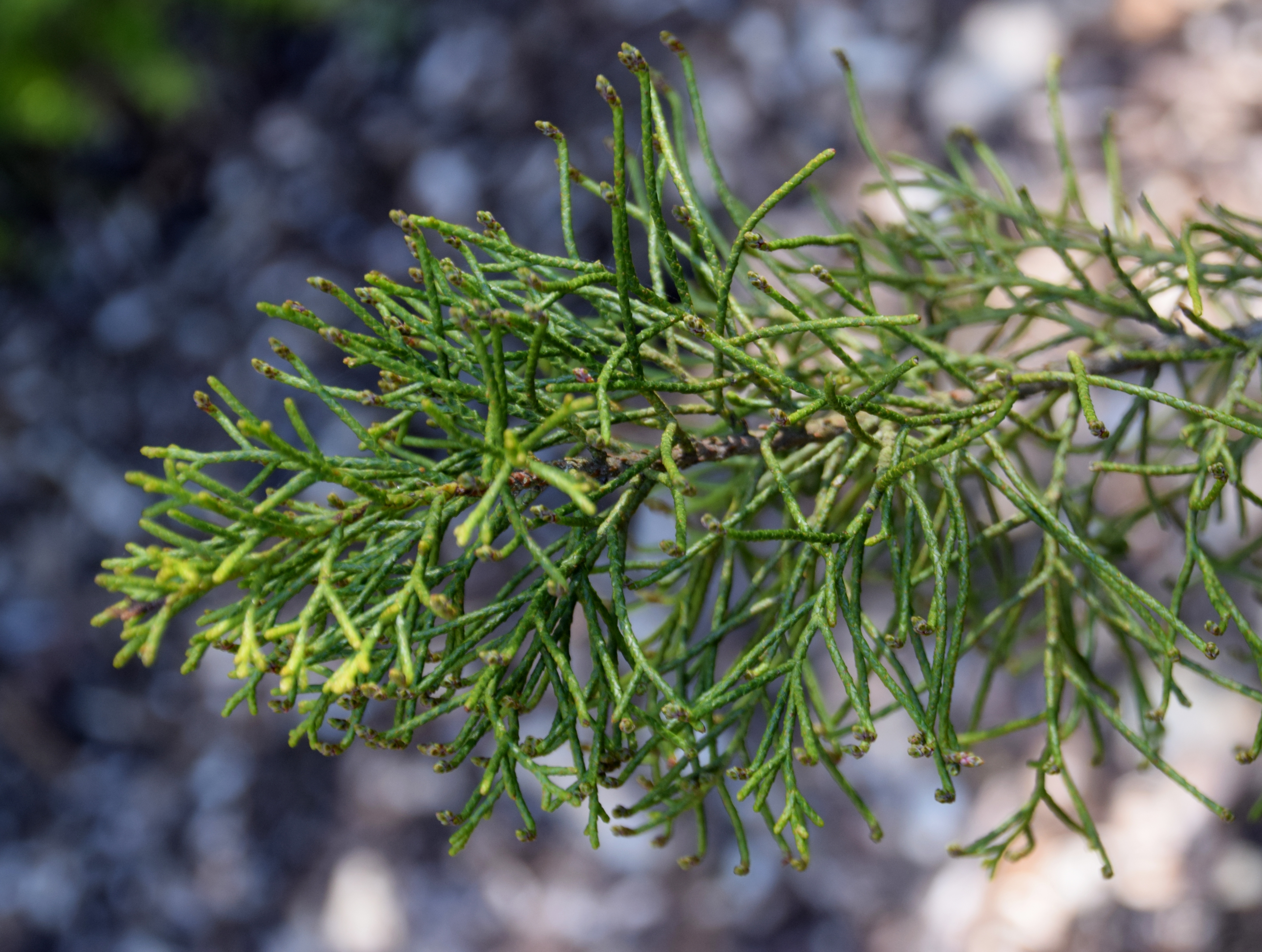
Zweig von Halocarpus biformis

### Vegetative Merkmale
Halocarpus-Arten sind hauptsächlich Sträucher und eine Art bildet bis zu 25 Meter hohe Bäume. Die Laubblätter sind nicht nadelförmig, sondern haben in der Jugendphase lanzettliche Blätter, später schuppenförmige Blätter, die derb und lederartig sind.

### Generative Merkmale
Halocarpus-Arten sind zweihäusig getrenntgeschlechtig (diözisch). An den Samen, die im zweiten Jahr reifen, befindet sich ein kleiner, heller Arillus.

## Systematik und Verbreitung
Die Gattung Halocarpus wurde durch Christopher John Quinn in Taxonomy of Dacrydium Sol. ex Lamb. emend. de Laub. (Podocarpaceae). In: Australian Journal of Botany, Volume 30, Issue 3, 1982, S. 311–320 aufgestellt. Typusart ist Halocarpus bidwillii (Hook. f. ex Kirk) Quinn.
Alle Halocarpus-Arten kommen nur in Neuseeland vor.
In der Gattung Halocarpus gibt es nur drei Arten:
- Halocarpus bidwillii (Hook. f. ex Kirk) Quinn (Syn.: Dacrydium bidwillii Hook. f. ex Kirk): Es sind Sträucher mit einer Wuchshöhe bis zu 3,5 Meter, die in der montanen bis subalpinen Höhenstufe in Höhenlagen von 600 bis 1500 Metern wachsen. Sie kommt auf Neuseelands Nord- und Südinsel sowie Stewart Island vor.[1]
- Halocarpus biformis (Hook.) Quinn (Syn.: Dacrydium biforme (Hook.) Pilg., Podocarpus biformis Hook., Dacrydium colensoi Kirk non Hook. f.): Es sind Sträucher bis kleine Bäume, mit Wuchshöhen von höchstens 10 Meter. Die oft kleinen Standorte befinden sich meist auf guten Böden und haben reichlich Niederschläge. Sie kommt auf der Neuseeländischen Nordinsel bis Stewart Island vor.[1]
- Halocarpus kirkii (F.Muell. ex Parl.) Quinn (Syn.: Dacrydium kirkii F.Muell. ex Kirk): Es sind Bäume, mit Wuchshöhen von bis zu 25 m und Stammdurchmessern von 1 Meter. Sie wachsen meist in Tieflandwäldern.[1]